# Advanced Configuration and Power Interface
Advanced Configuration and Power Interface (ACPI) is een open standaard voor besturingssystemen voor het beheer van systeemhardware, specifiek voor energiebeheer.

## Beschrijving
ACPI werd voor het eerst geïntroduceerd in december 1996 als vervanger voor Advanced Power Management (APM) en de specificaties MultiProcessor, PCI BIOS en Plug and Play BIOS. Met ACPI kan het energiebeheer worden overgedragen aan het besturingssysteem, in tegenstelling tot het BIOS van de computer. Met ACPI wordt via de zogenaamde Hardware Abstraction Layer een tussenlaag gecreëerd tussen het systeem (BIOS of UEFI) en het besturingssysteem.
De open standaard werd aanvankelijk door Intel, Microsoft en Toshiba ontwikkeld. Andere firma's zoals HP, Huawei en Phoenix voegden zich ook bij het project. In 2013 werden alle bronnen van de ACPI-standaard overgedragen aan het UEFI Forum, waar toekomstige ontwikkeling plaatsvindt.
ACPI werd voor het eerst ondersteund onder Windows 98, maar het vertoonde nog fouten en is standaard uitgeschakeld. Andere besturingssystemen die de standaard geheel of gedeeltelijk ondersteunen zijn eComStation, ArcaOS, FreeBSD (vanaf 5.0), NetBSD (vanaf 1.6), OpenBSD (vanaf 3.8), HP-UX, OpenVMS, Linux en Solaris (pc-versie).

## Versies
| Jaar | ACPI-versie |
| ---- | ----------- |
| 1996 | 1.0         |
| 2000 | 2.0         |
| 2004 | 3.0         |
| 2009 | 4.0         |
| 2011 | 5.0         |
| 2014 | 5.1         |
| 2019 | 6.3         |